# Moderne Kunstkring
Moderne Kunstkring (neerlandés: "Círculo de Arte Moderno"), fue una sociedad de artistas en los Países Bajos.

## Historia
Creada en 1910 por el pintor y crítico de arte Conrad Kikkert (1882-1965) con el objetivo de acercar al ambiente artístico de los Países Bajos los avances del arte de París (donde Kikkert recientemente se había establecido). 
Realizó su primera exposición en 1911 en el Stedelijk Museum de Ámsterdam, con artistas representativos como Braque, Cézanne (con no menos de 28 obras) y Picasso. Piet Mondrian, que también había expuesto, quedó tan impresionado con lo que vio, incluyendo los primeros cuadros cubistas exhibidos públicamente en los Países Bajos, que se trasladó a París poco después. Otros artistas neerlandeses que participaron en la exposición fueron Kees van Dongen (que había vivido en París desde 1899), Leo Gestel, y Sluyters. 
La sociedad celebró impresionantes exposiciones en 1912 y 1913; en esta última se incluyeron más de una docena de obras de Kandinsky y Franz Marc. Pero sus actividades se terminan con el advenimiento de la Primera Guerra Mundial. 
Theo van Doesburg reconoció el importante papel jugado por la Moderne Kunstkring en la introducción de arte abstracto de los Países Bajos, y De Stijl fue, en cierto sentido, su sucesor.